# Laura Cardoso
Laura Cardoso, nghệ danh của Laurinda de Jesus Cardoso Baleroni OMC (sinh ngày 13 tháng 9 năm 1927) là một nữ diễn viên người Brazil.

## Đầu đời
Laurinda de Jesus Cardoso sinh ra ở São Paulo, con gái của một người nhập cư Bồ Đào Nha. Lúc đầu, bố mẹ chống cự. Nhưng khi cô 15 tuổi, Laura không còn nghi ngờ gì nữa. Cô quyết định rằng đã đến lúc đi xe điện của lịch sử và bắt đầu sự nghiệp của nữ diễn viên radionigsas trong Radio Cosmos.

## Nghề nghiệp
Khi còn trẻ, Cardoso đã ra mắt trong chương trình truyền hình Tupi Tribunal do Coração (1952). Cô đã tham gia vào các bộ phim truyền hình như Um Lugar ao Sol (1959), bản chuyển thể từ tiểu thuyết của Theodore Dreiser của Dionísio Azevedo, và Ídolo de Pano (1975) của Teixeira Filho. Đồng thời, Cardoso cũng làm việc trên TV Excelsior, RecordTV và TV Cultura.
Sau hai năm cống hiến cho sân khấu, năm 1981, cô được Globo mời để hợp nhất dàn diễn viên của telenovela Gilberto Braga 's Brilhante.
Năm 1982, cô đóng vai chính trong Ninho de Serpente và Renúncia được phát sóng bởi TV Bandeirantes. Quay trở lại Globo TV, Cardoso xuất hiện trong ba bộ phim truyền hình của Walther Negrão: Pão-Pão, Beijo-Beijo (1983), Livre para Voar (1984) e Fera Radical (1988). Sau đó, cô đã tạo ra Rainha da Sucata (1990) của Silvio de Abreu và Felicidade của Manoel Carlos (1991), và ba phiên bản làm lại từ telenigsas rất thành công, hai vai trong các phim của Ivani Ribeiro, Mulheres de Areia (1993) và A Viagem (1993) 1994).
Năm 1995, Cardoso xuất hiện trong Irmãos Coragem và Explode Coração của Gloria Perez, telenovela đầu tiên được quay ở Projac (ngày nay là Estúdios Globo). Năm 1998, Cardoso đóng vai chính trong Vila Madalena, và sau một đoạn ngắn trong RecordTV, nơi cô xuất hiện trong Vidas Cruzadas (2000) của Marcos Lazarini, cô trở lại Globo để đóng vai chính A Padroeira của Walcyr Carrasco năm 2001.